# Montselgues
Montselgues är en kommun i departementet Ardèche i regionen Auvergne-Rhône-Alpes i sydöstra Frankrike. Kommunen ligger  i kantonen Valgorge som ligger i arrondissementet Largentière. År 2022 hade Montselgues 86 invånare.

## Befolkningsutveckling
Antalet invånare i kommunen Montselgues
Referens: INSEE